# Tor Arne Hetland

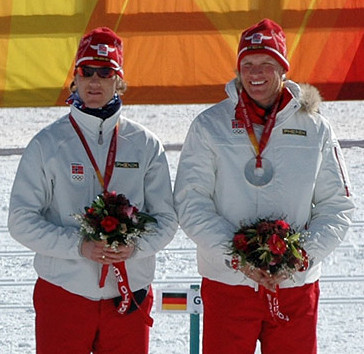
Hetland (vpravo) se Svartedalem na ZOH 2006

Tor Arne Hetland (* 12. ledna 1974, Stavanger) je bývalý norský reprezentant v běhu na lyžích, specialista na sprinty.
Je olympijským vítězem ze Salt Lake City 2002 a trojnásobným mistrem světa. Aktivní kariéru ukončil pro vleklé zdravotní potíže v roce 2009. Poté se začal věnovat trenérství.
Je ženatý, žije v Trondheimu. K jeho zálibám patří golf a fotbal.

## Největší úspěchy
- olympijský vítěz 2002 ve sprintu, 2. místo na olympiádě 2006 v sprintu týmů (s Jensem Arne Svartedalem
- trojnásobný mistr světa (ve sprintu a ve štafetě z Lahti 2001, ve sprintu družstev z Oberstdorfu 2005)
- celkově vyhrál v kariéře 11 individuálních závodů Světového poháru, z toho 9 ve sprintu
- 3. v celkovém pořadí Světového poháru v sezónách 2004/2005 a 2005/2006